# Casa în care a locuit plasticianul Sergiu Ciocolov
Casa în care a locuit plasticianul Sergiu Ciocolov, cunoscută și ca Clădirea fostului gimnaziu pentru fete nr. 3 sau Clădirea fostului gimnaziu pentru băieți nr. 2, este un monument istoric de însemnătate națională din orașul Chișinău. A fost construită la mijlocul secolului al XIX-lea și reconstruită în 1904.

## Istorie
La mijlocul secolului al XIX-lea, în acest loc la colțul străzii a fost ridicată o casă, moștenită în 1863 de Irina Tanțova, care a vândut-o în ianuarie 1870 asesorului de colegiu Petru Vențkovsky. A fost reconstruită în 1904 pentru a găzdui școala de fete fondată de M.A. Nagovsky (din 1903, gimnaziu). Lângă gimnaziu se afla și o capelă.

## Arhitectură
Clădirea este alcătuită din două imobile alipite: unul la colțul cartierului și al doilea reprezentând o aripă alungită în plan, aliniată străzii A. Șciusev. Ambele sunt într-un parter. Structura planimetrică este corespunzătoare destinației de instituție școlară. Clădirea de la colț are un hol central amplu, cu săli de clasă dispuse perimetral. La ieșirea secundară în curte a acestui imobil este alipită o aripă cu un culoar și săli de clasă orientate spre str. Șciusev.
Intrarea este evidențiată printr-un portic cu piloni îngemănați, care susțin atablamentul cu un fronton triunghiular. Partea superioară a pereților este finisată printr-o cornișă cu denticule, care fac corp comun cu antablamentul porticului.

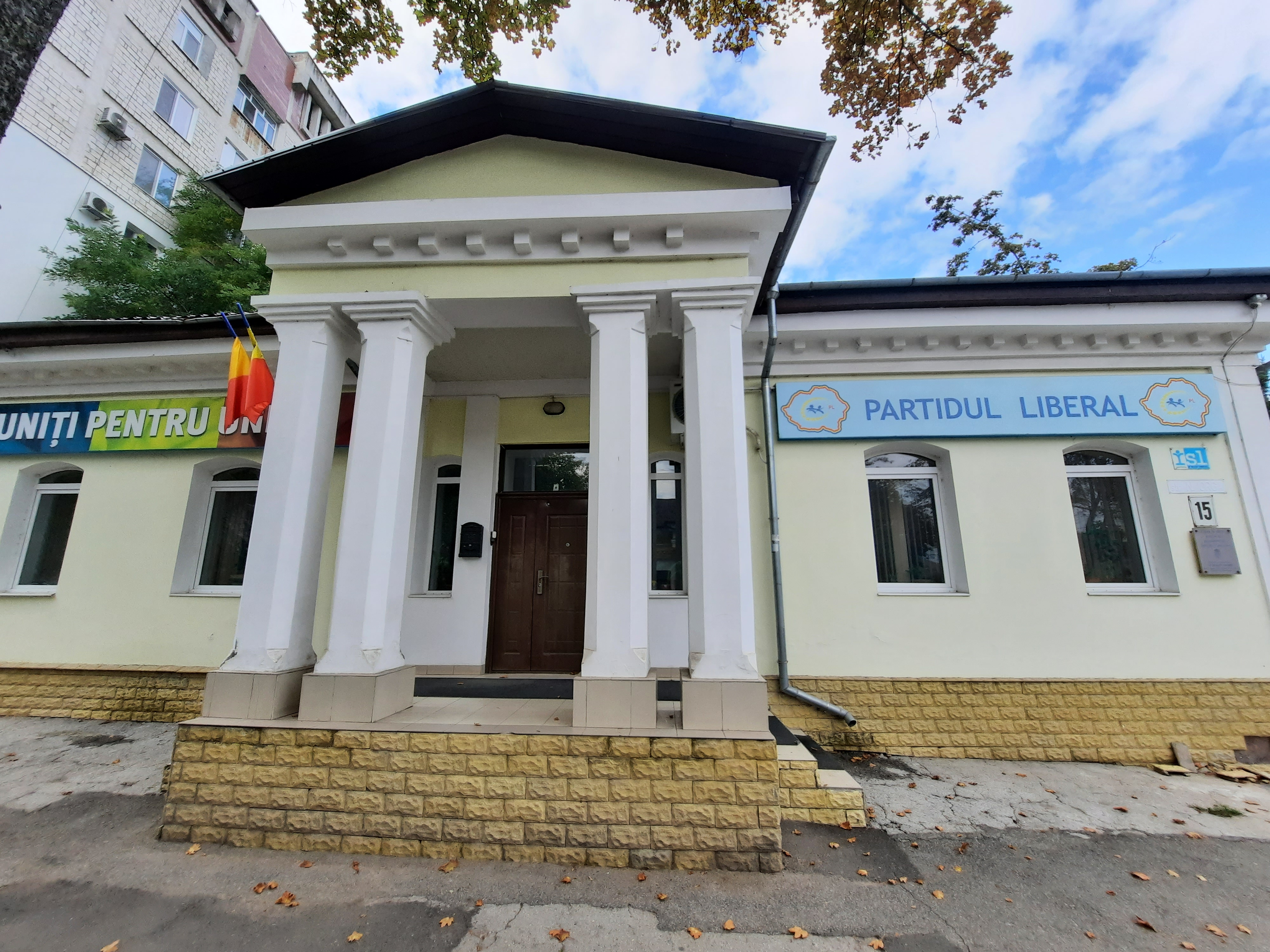
Intrarea principală
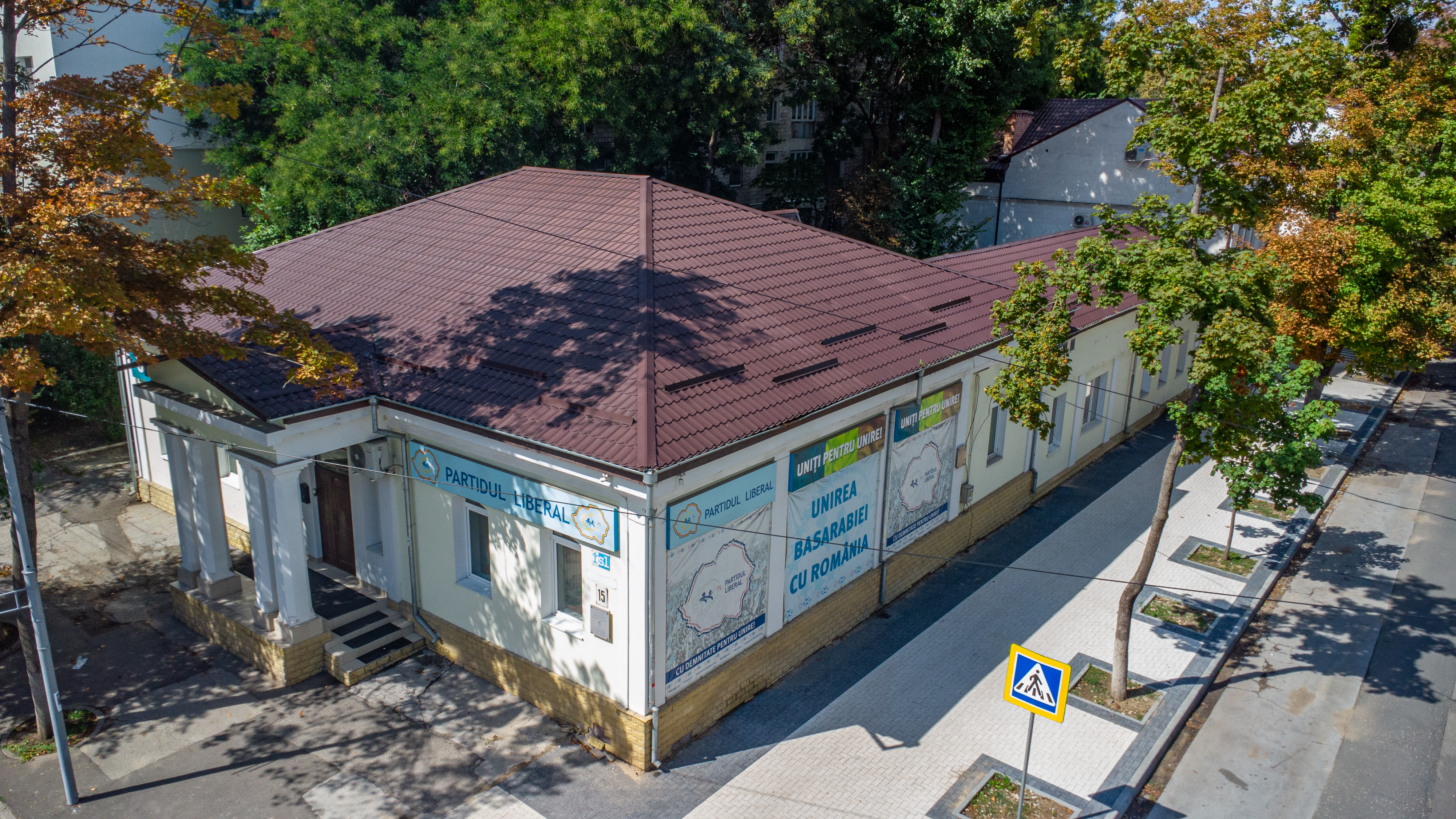
Vedere cu drona
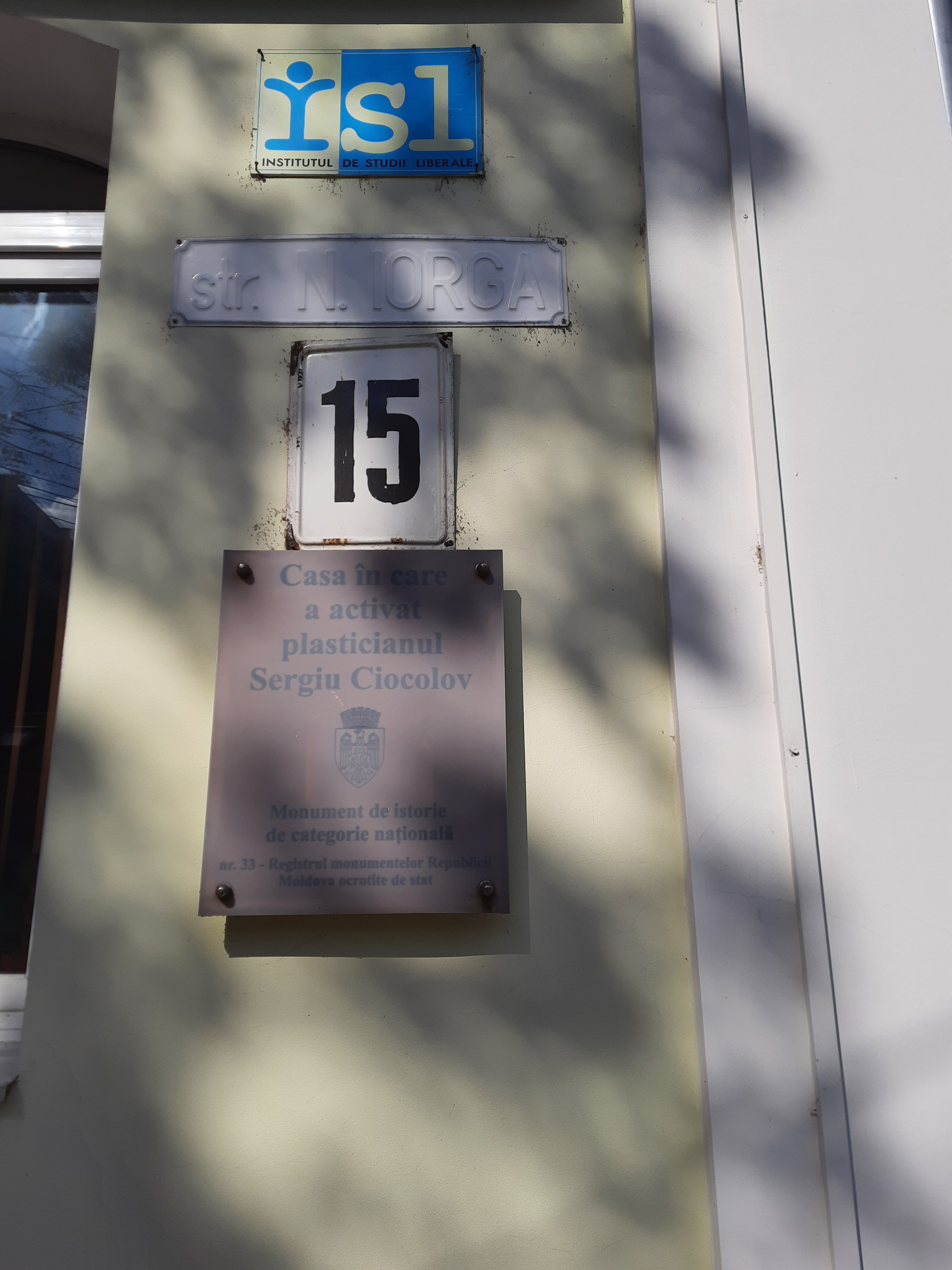
Numărul de stradă și placa informativă a statutului de protecție